# Piper pseudoasperifolium
Piper pseudoasperifolium är en pepparväxtart som beskrevs av C. Dc.. Piper pseudoasperifolium ingår i släktet Piper och familjen pepparväxter. Inga underarter finns listade i Catalogue of Life.